# Cantón de Nivillers
El cantón de Nivillers era una división administrativa francesa, que estaba situada en el departamento de Oise y la región de Picardía.

## Composición
El cantón estaba formado por veinte comunas:
- Bailleul-sur-Thérain
- Bonlier
- Bresles
- Fontaine-Saint-Lucien
- Fouquerolles
- Guignecourt
- Haudivillers
- Juvignies
- Lafraye
- Laversines
- Le Fay-Saint-Quentin
- Maisoncelle-Saint-Pierre
- Nivillers
- Oroër
- Rochy-Condé
- Therdonne
- Tillé
- Troissereux
- Velennes
- Verderel-lès-Sauqueuse

## Supresión del cantón de Nivillers
En aplicación del Decreto n.º 2014-196 de 20 de febrero de 2014, el cantón de Nivillers fue suprimido el 22 de marzo de 2015 y sus 20 comunas pasaron a formar parte del nuevo cantón de Mouy.